# دولنی زالزلی
دولنی زالزلی (به چکی: Dolní Zálezly) یک منطقهٔ مسکونی در جمهوری چک است که در Ústí nad Labem District واقع شده‌است. دولنی زالزلی ۳٫۵۷ کیلومتر مربع مساحت و ۵۸۵ نفر جمعیت دارد و ۱۷۰ متر بالاتر از سطح دریا واقع شده‌است.